# Synkronized
Synkronized — четвёртый студийный альбом британской группы Jamiroquai. В Великобритании альбом вышел 14 июня 1999 года, и дебютировал на 1 месте в британском чарте. Продажи альбома превысили 4 миллиона копий. В качестве бонус-трека в альбом вошла песня «Deeper Underground» из саундтрека к фильму «Годзилла», которая вышла синглом в 1998 году и заняла 1 место в Великобритании.
Запись альбома была затруднена неожиданным уходом бас-гитариста Стюарта Зендера весной 1999 года. Для того, чтобы избежать легальных споров, солист группы Джей Кей решил полностью перезаписать альбом, отказавшись от 9 песен, написанных совместно с Зендером.

## Список композиций
1. «Canned Heat» (Кей) — 5:31
2. «Planet Home» (Кей/Смит) — 4:44
3. «Black Capricorn Day» (Кей) — 5:41
4. «Soul Education» (Кей/Смит) — 4:15
5. «Falling» (Кей/Смит) — 3:45
6. «Destitute Illusions» (Кей/Смит/Маккензи) — 5:40
7. «Supersonic» (Кей) — 5:15
8. «Butterfly» (Кей/Смит) — 4:28
9. «Where Do We Go From Here?» (Кей) — 5:13
10. «King For A Day» (Кей) — 3:40
11. «Deeper Underground» (Кей/Смит) — 4:46
12. «Getinfunky» (Japanese Bonus Track) — 5:35
13. «Wolf In Sheep’s Clothing» (Australian Bonus Track) — 4:00

## Синглы
| Название                                  | Дата выпуска     | Высшая позиция |
| ----------------------------------------- | ---------------- | -------------- |
| «Deeper Underground»                      | 13 июля 1998     | 1              |
| «Canned Heat»                             | 24 мая 1999      | 4              |
| «Supersonic»                              | 13 сентября 1999 | 22             |
| «King For A Day»                          | 29 ноября 1999   | 20             |
| «Soul Education» (французский промосингл) | 6 февраля 2000   | —              |
| «Black Capricorn Day» (только Япония)     | 3 ноября 2000    | —              |

## Музыканты, принявшие участие в записи
- Джей Кей (англ. Jay Kay): вокал
- Тоби Смит (англ. Toby Smith): клавишные
- Ник Файф (англ. Nick Fyffe): бас-гитара
- Саймон Кац (англ. Simon Katz): гитара
- Деррик Маккензи (англ. Derrick McKenzie): барабаны
- Шола Акингбола (англ. Sola Akingbola): перкуссия
- Майк Смит (англ. Mike Smith): саксофон
- Мартин Шоу (англ. Martin Shaw): труба
- Уоллис Бьюкенен (англ. Wallis Buchanan): диджериду
- Диджей Дизайр (англ. DJ D-Zire): диджей
- Кати Кисун (англ. Katie Kissoon): бэк-вокал
- Беверли Скит (англ. Beverley Skeet): бэк-вокал
- Ирвин Кейлс (англ. Irwin Keiles): гитара